# Sitio arqueológico de Cartago
El sitio arqueológico de Cartago fue declarado en 1979 Patrimonio de la Humanidad por la Unesco. Cartago fue una importante ciudad púnica de la Antigüedad destruida por los romanos y reedificada por ellos; así pues, partes significativas de los restos arqueológicos son de origen romano.  
La mayoría de los edificios conservados son del siglo II, después de que un gran terremoto asolase la ciudad. Desde la posguerra, las ruinas han sido objeto de salvaguarda. Las excavaciones llevadas a cabo desde el final de la Segunda Guerra Mundial y la creación de un parque arqueológico dedicado a los monumentos son un elemento esencial del patrimonio de la ciudad.
Fue en 1979 cuando tuvieron gran reconocimiento internacional y se inició de la mano de Alexandre Lézine y Gilbert-Charles Picard la separación, estudio y mejora de las ruinas del parque arqueológico, en el marco de la gran campaña internacional de la Unesco 1972-1992.

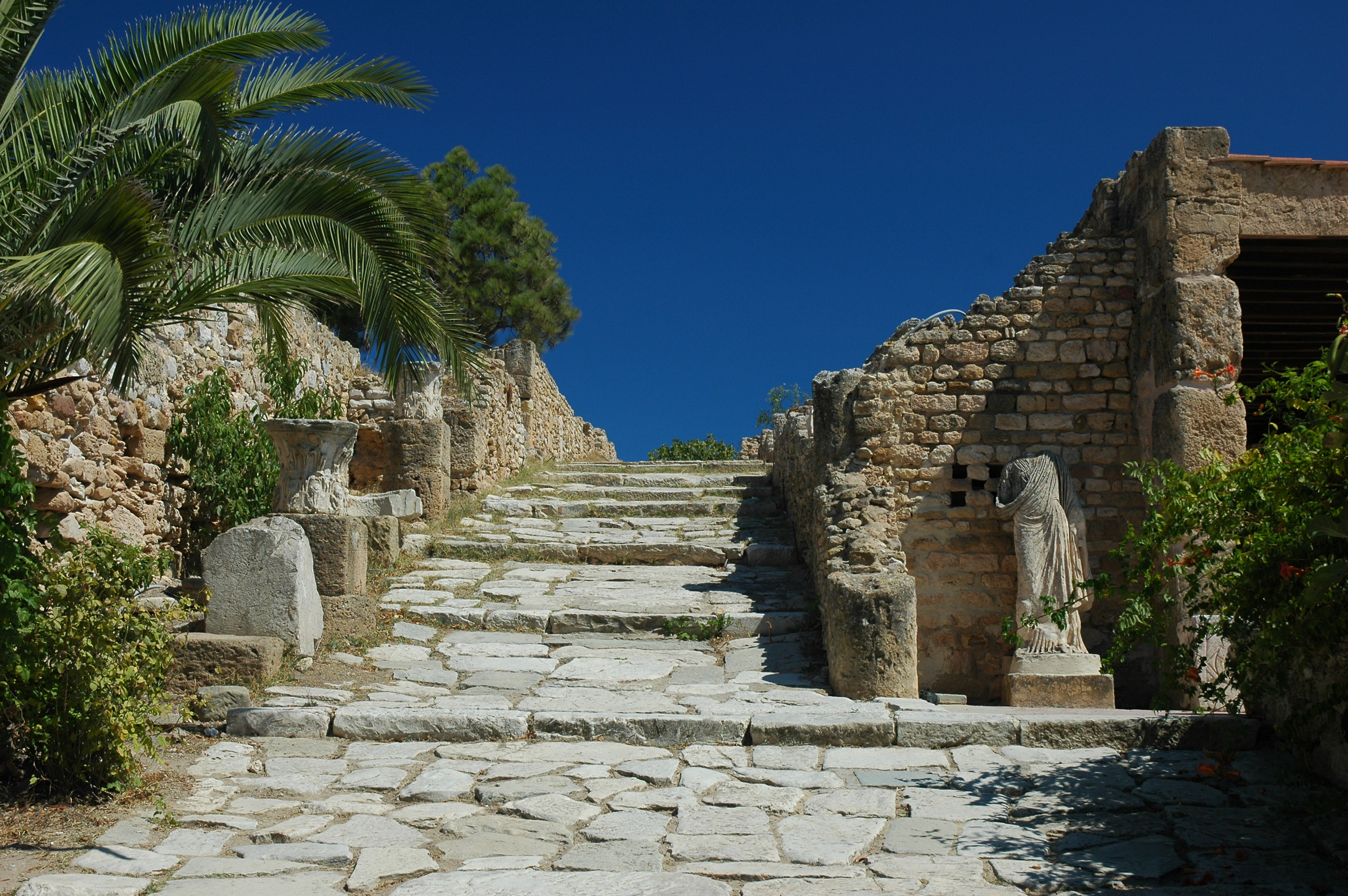
Ruinas de villas romanas.

Hay seis centros de interés, bastante distantes unos de otros. La colina de Byrsa, que domina la península de Cartago, proporciona unas buenas vistas y en su falda se encuentra la catedral católica de San Luis. Una catedral erigida por los franceses en el año 1889 durante su etapa colonial en Túnez, en recuerdo al rey Luis IX. El Museo Nacional ubicado en las proximidades de la catedral guarda gran parte del patrimonio arqueológico púnico existente.
El anfiteatro romano, que está situado en la parte occidental, fue uno de los más grandes que se construyeron en el Imperio romano. Cerca se hallan las antiguas cisternas de almacenamiento de agua potable que suministraban agua a la ciudad romana.
El santuario del Tofet fue excavado desde los años veinte y es muy conocido porque en él se celebraban los sacrificios a Molk, en los que los niños cartagineses eran quemados vivos. Actualmente es una parcela llena de maleza y algunas fosas.
El coliseo es el monumento más grande de los restos en su conjunto y es uno de los monumentos romanos más importantes de África. Fue construido  entre los años 230 y 238 d. C. A lo largo de la historia ha sido utilizado como puesto defensivo, por lo que ha sufrido graves desperfectos.

## Las termas de Antonino

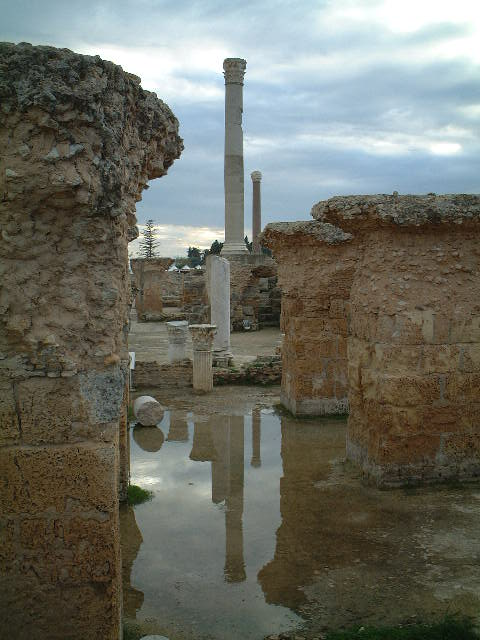
Las Termas de Antonino.

Las termas de Antonino son las mayores termas construidas en suelo africano y las únicas de las que todavía existen algunos restos, a pesar de los estragos del feroz despojo de materiales en el sitio arqueológico. 
Las termas llevan el nombre de Antonino Pío y fueron construidas a orillas del mar después de un gran incendio que asoló la ciudad en el siglo II. Las termas son contemporáneas a la mayoría de los grandes edificios de la antigua capital administrativa de la provincia romana de África como el anfiteatro, el teatro y el Odeum. Estos edificios fueron una representación del poder y grandeza de la ciudad, de los que aún se conservan algunos restos. 
Las termas sufrieron una importante restauración después de un terremoto que colapsó gran parte de las bóvedas al final del siglo IV o principios del siglo V. El abandono definitivo tuvo lugar en el año 638 de acuerdo con Alexandre Lézine. Las ruinas de las Termas, a partir de ese momento, sirvieron como una carretera de tránsito durante siglos. Los restos están repartidos en una longitud de más de 200 metros a lo largo de la costa. 
En su mayor esplendor los termas contaron con once bóvedas que ascendían a una altura de más de 29 metros. El barrio de Magon está también situado junto al mar y cerca de él se pueden visitar las lagunas de los desaparecidos Puertos púnicos de Cartago que en su día fueron los más prósperos puertos del mundo.

## Galería

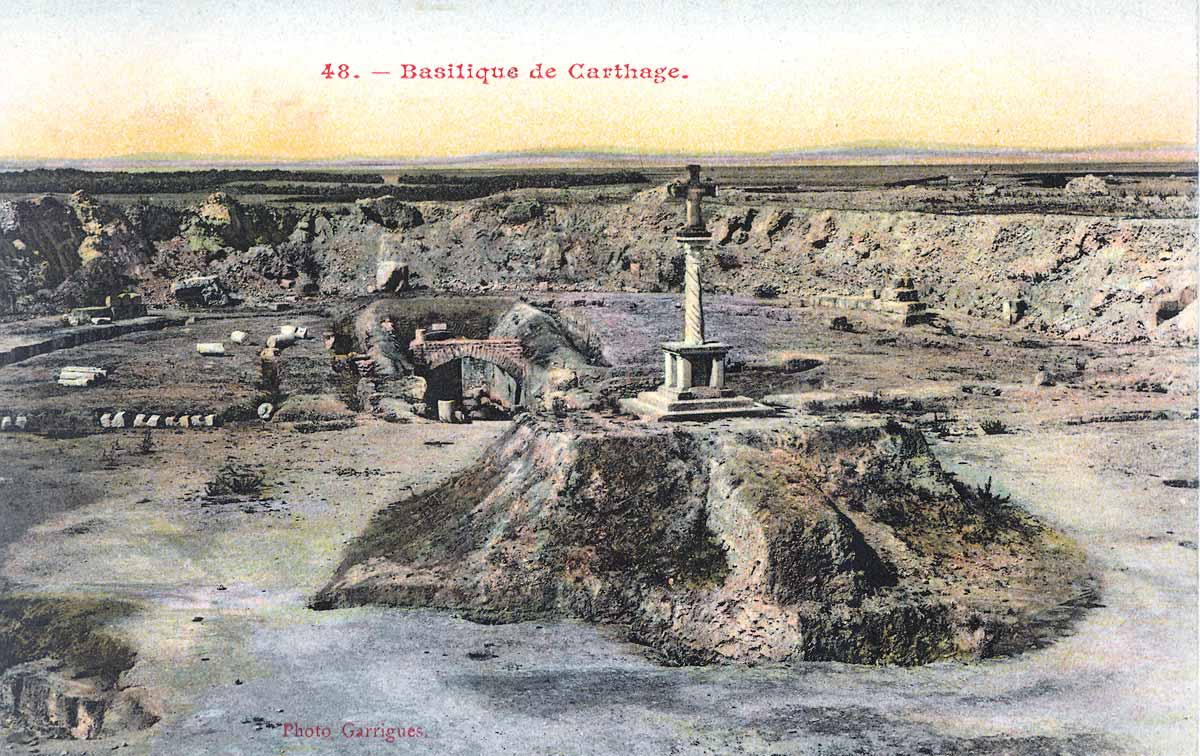
Cartago en 1900
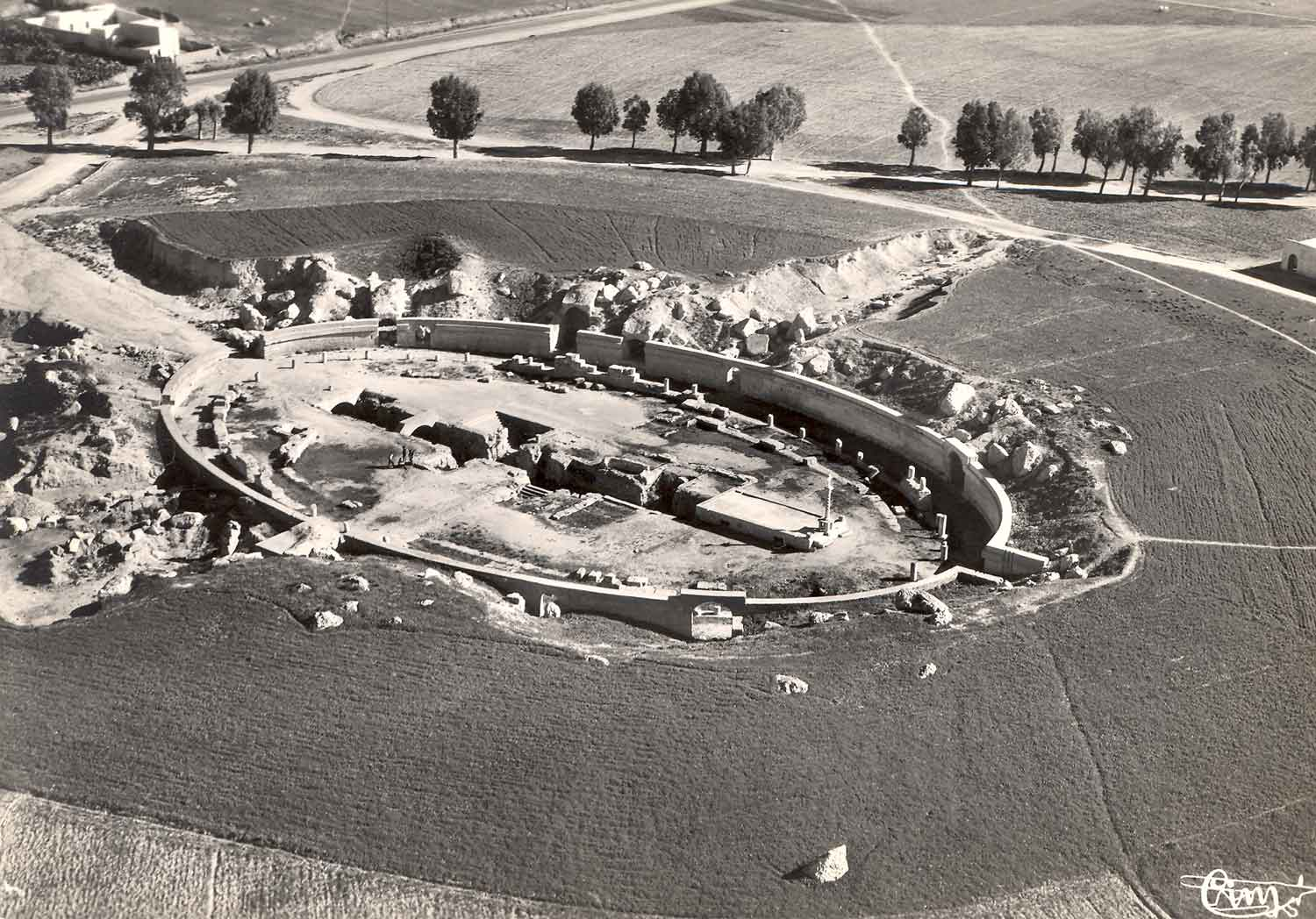
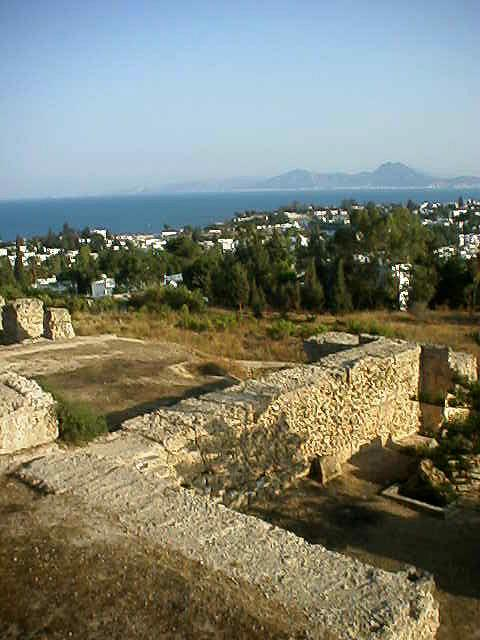
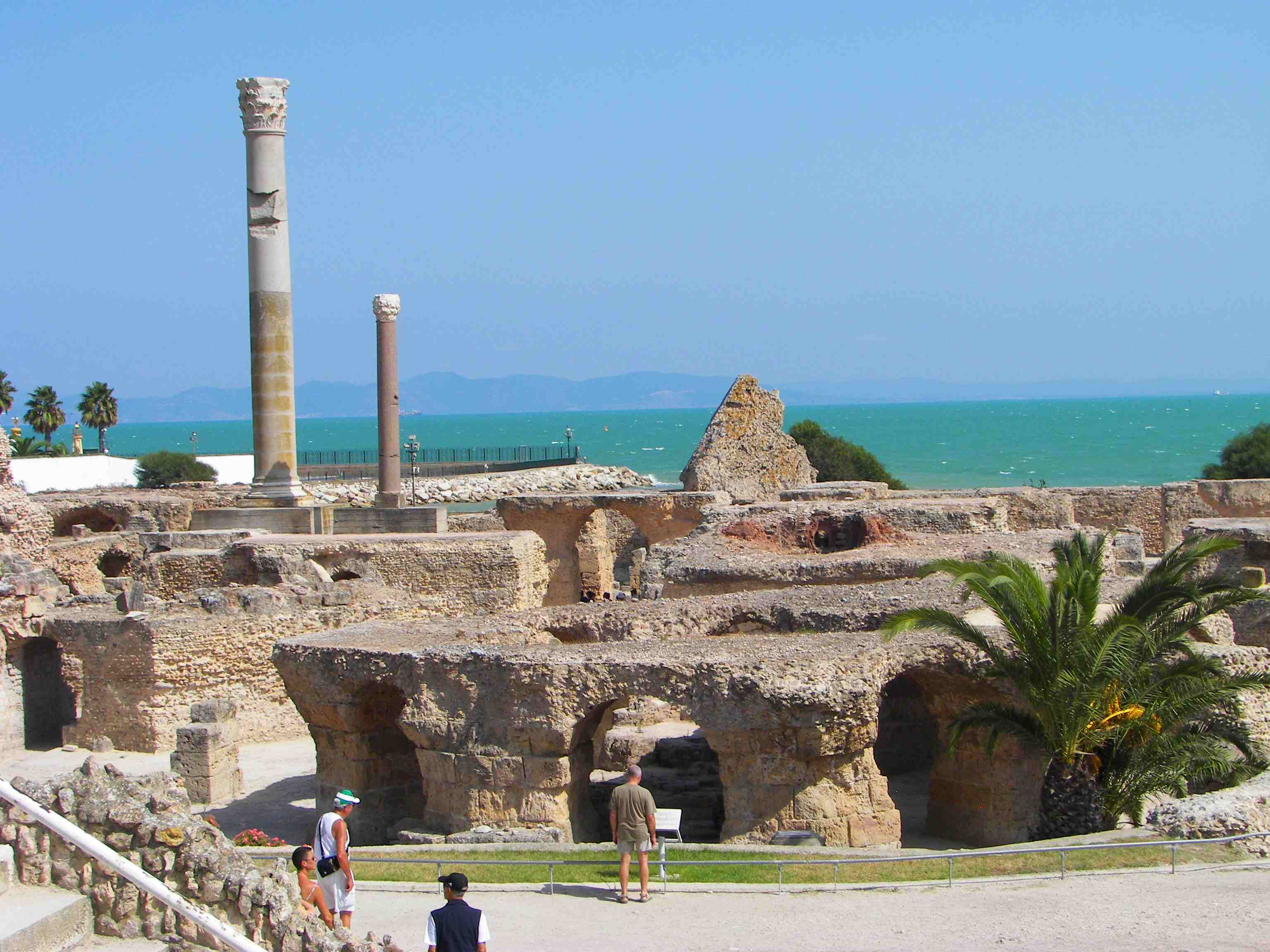
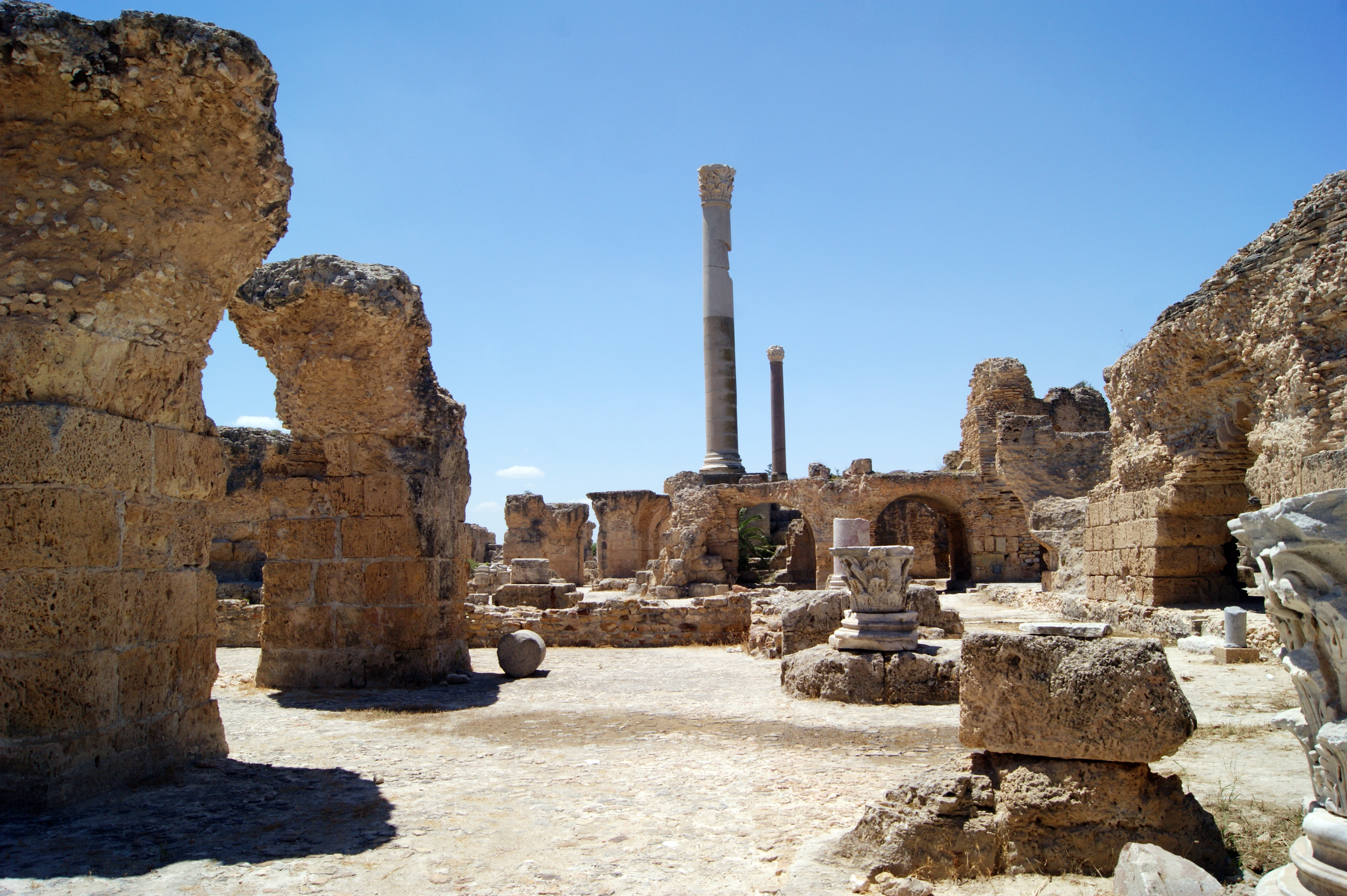
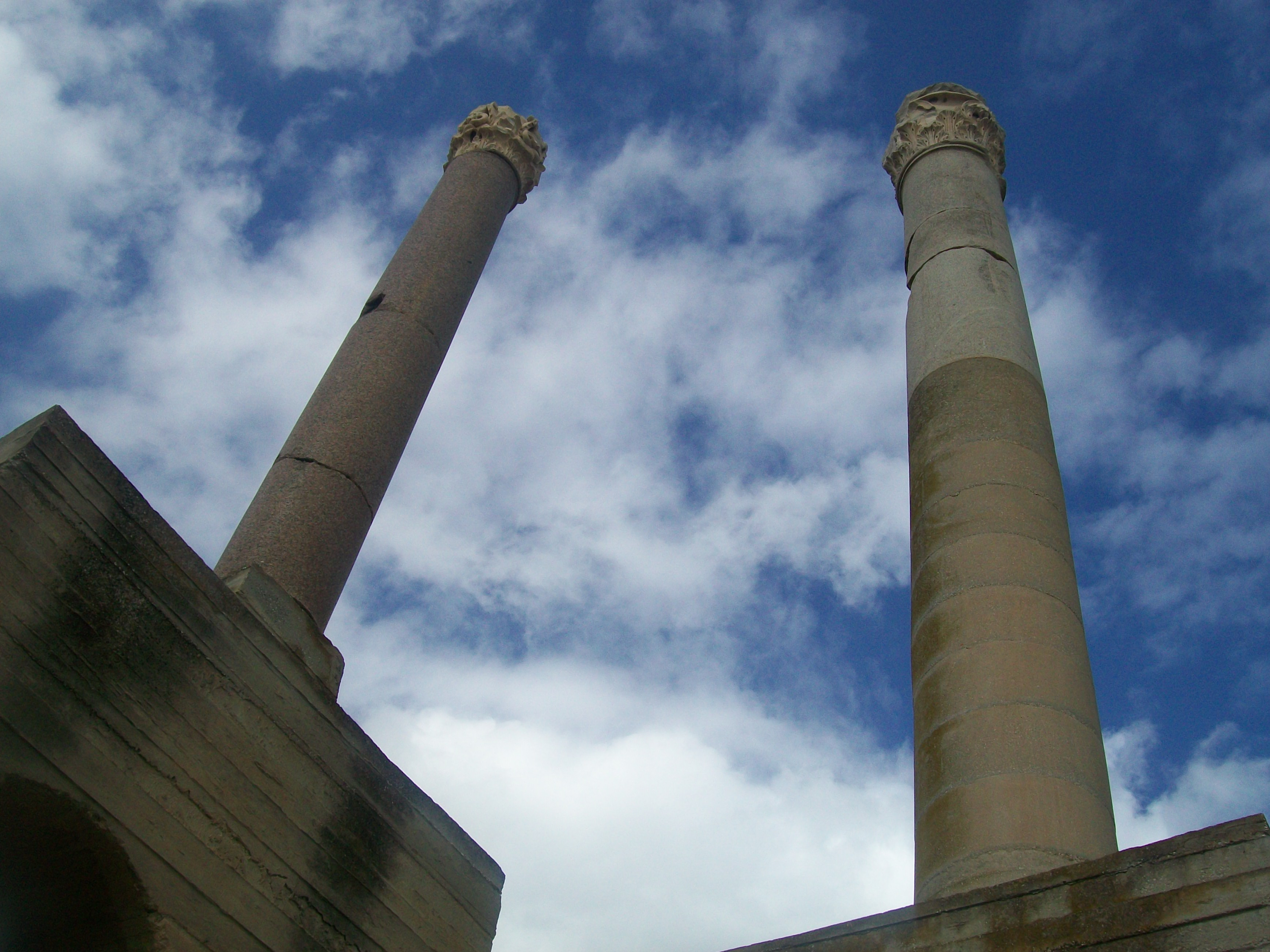
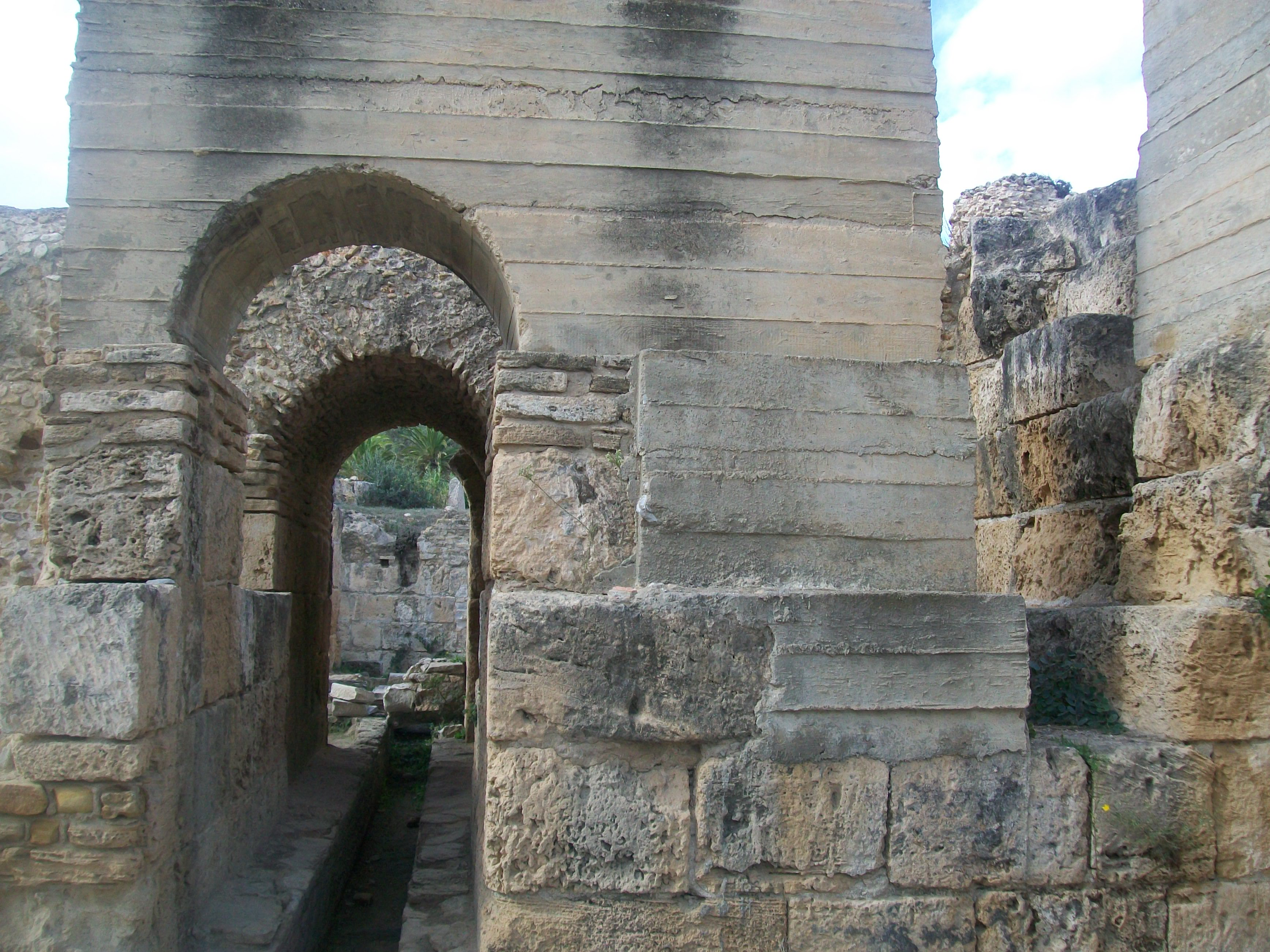
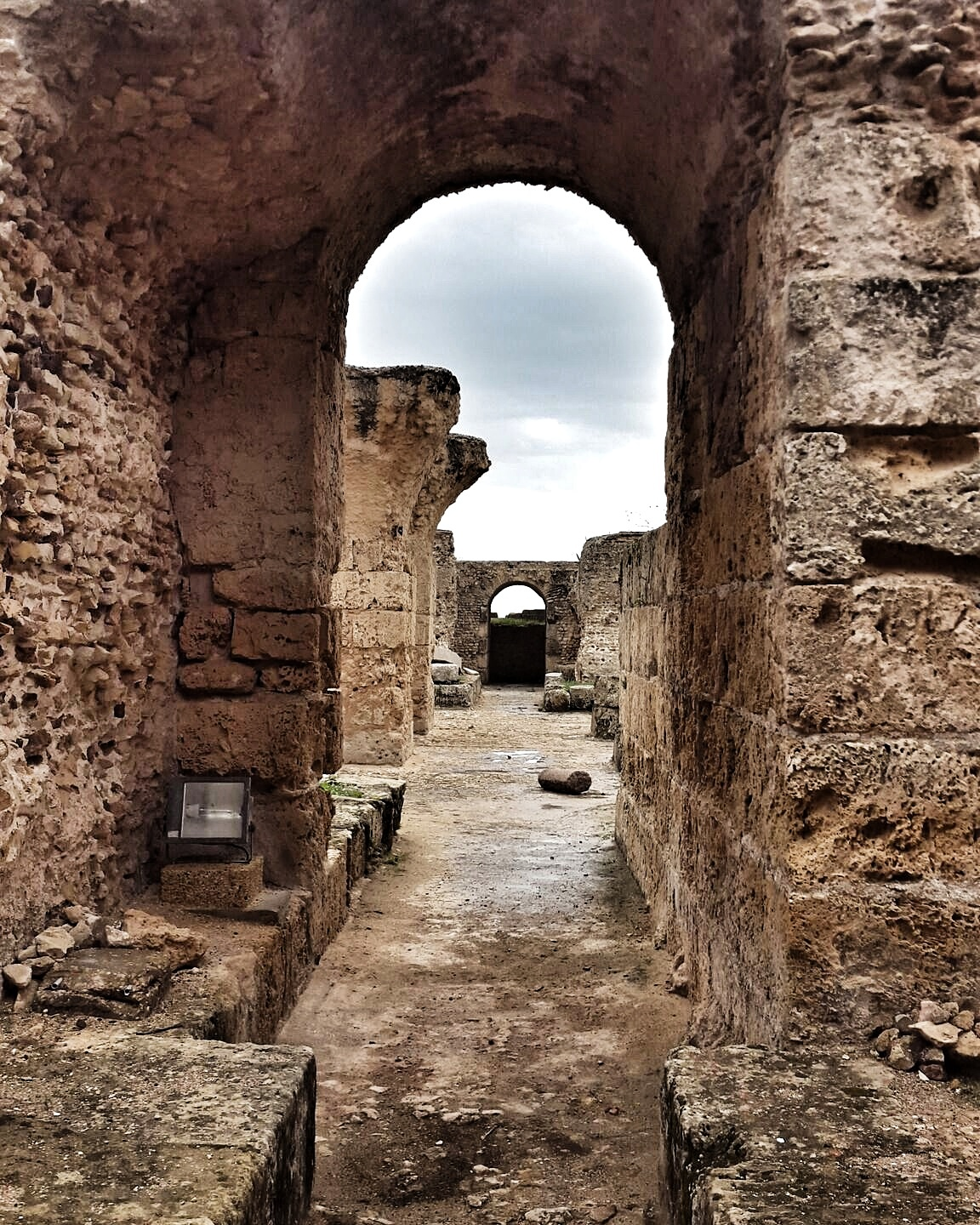
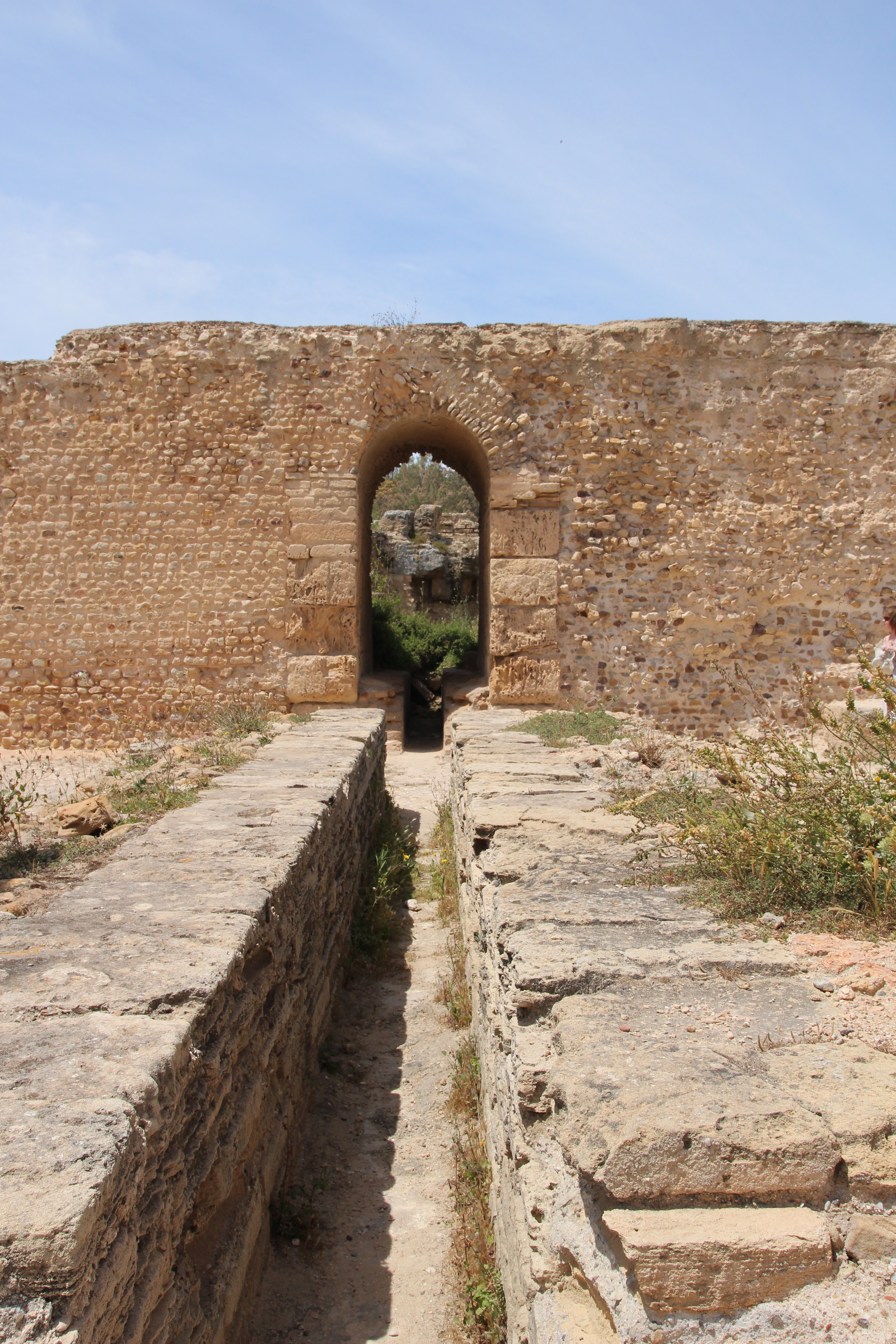
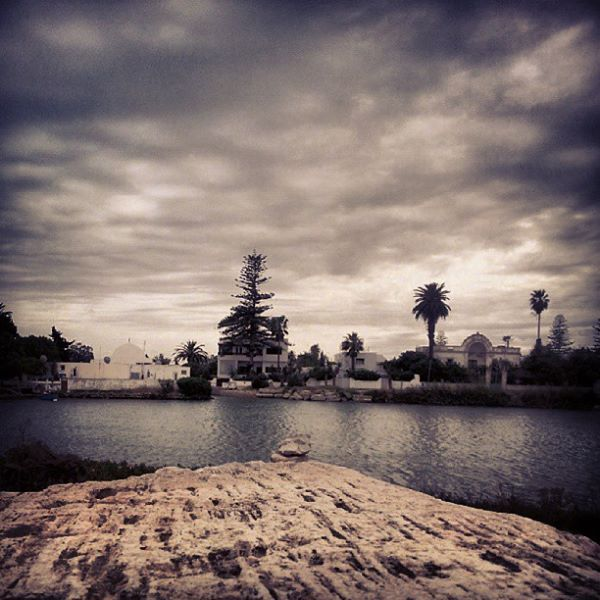
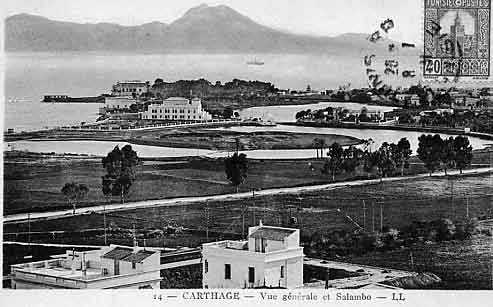
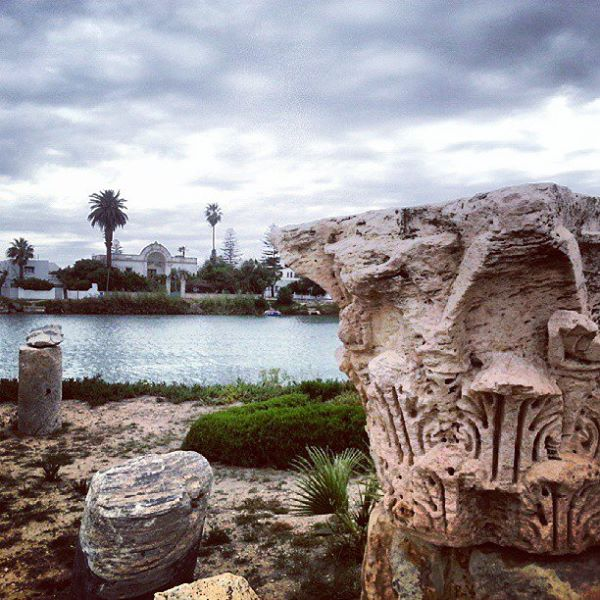
Byrsa
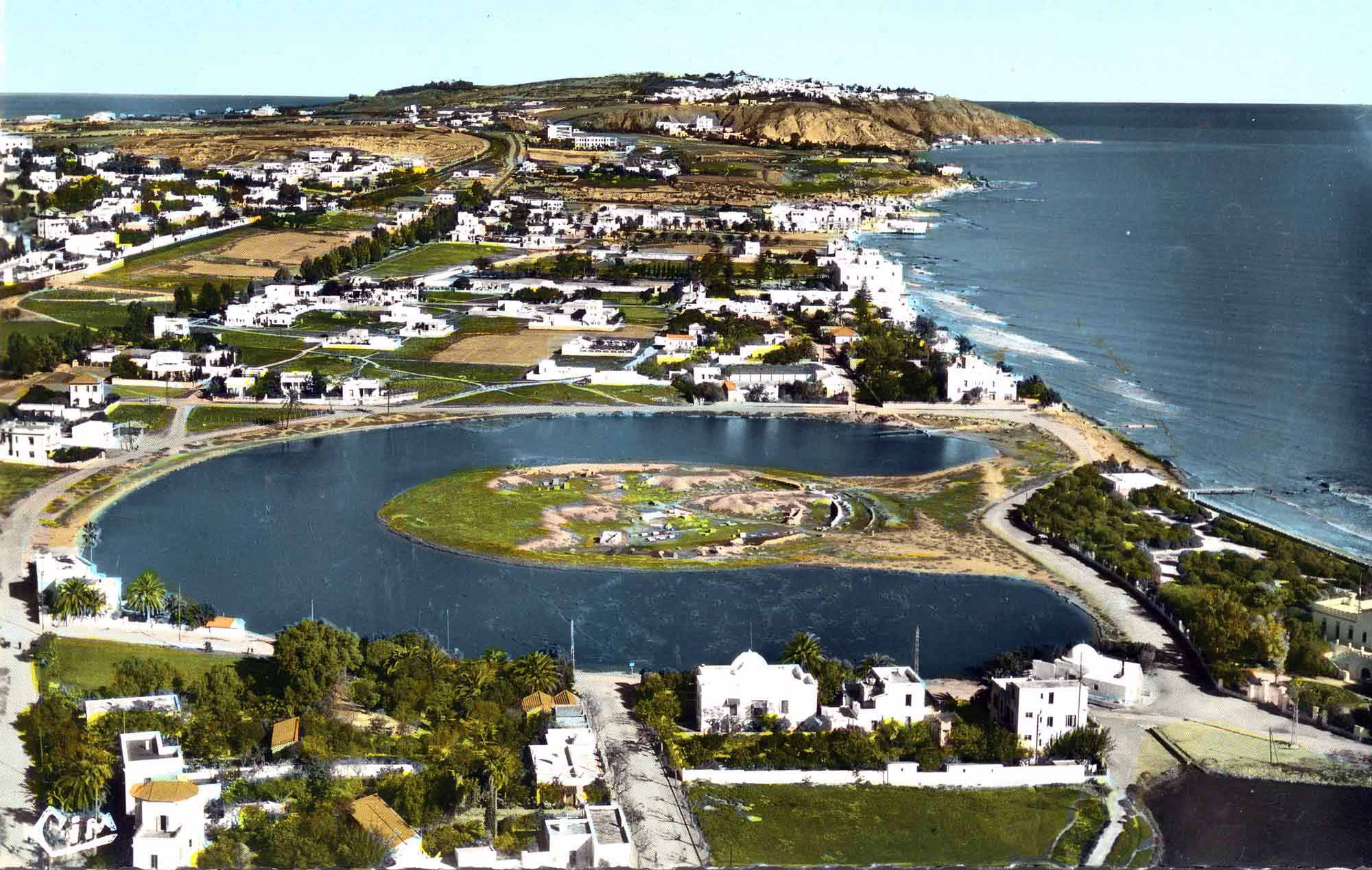
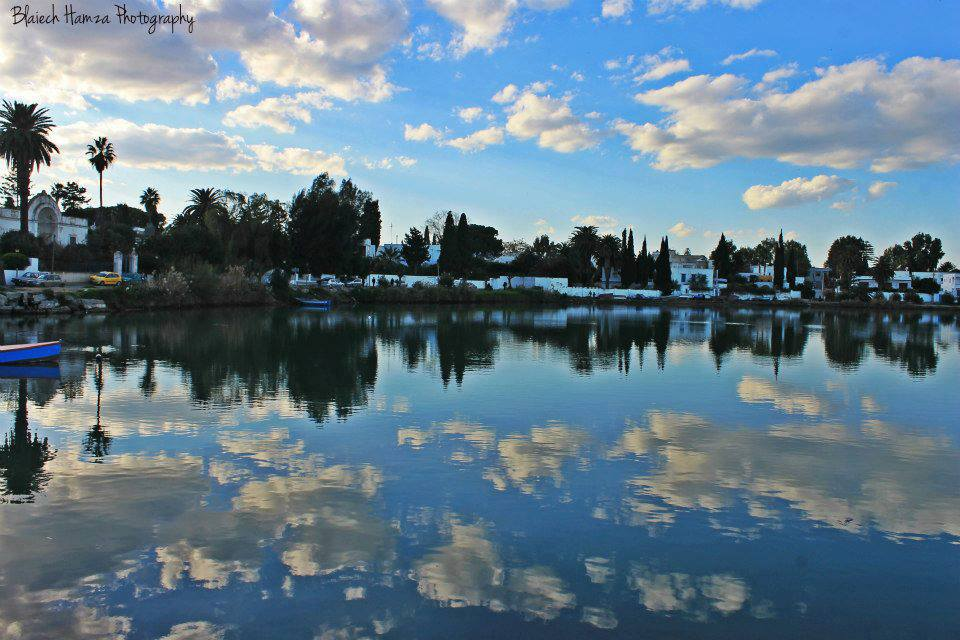
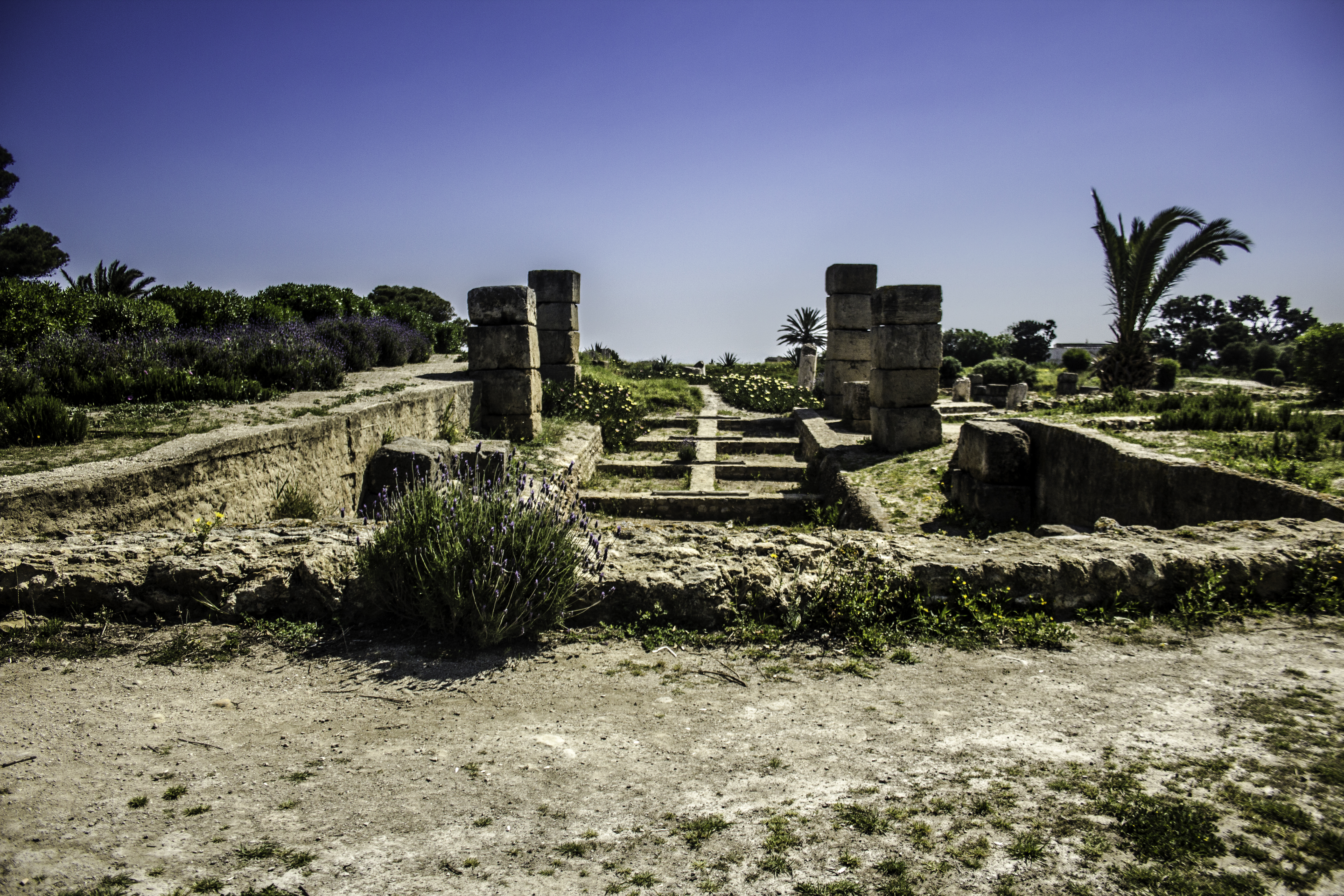
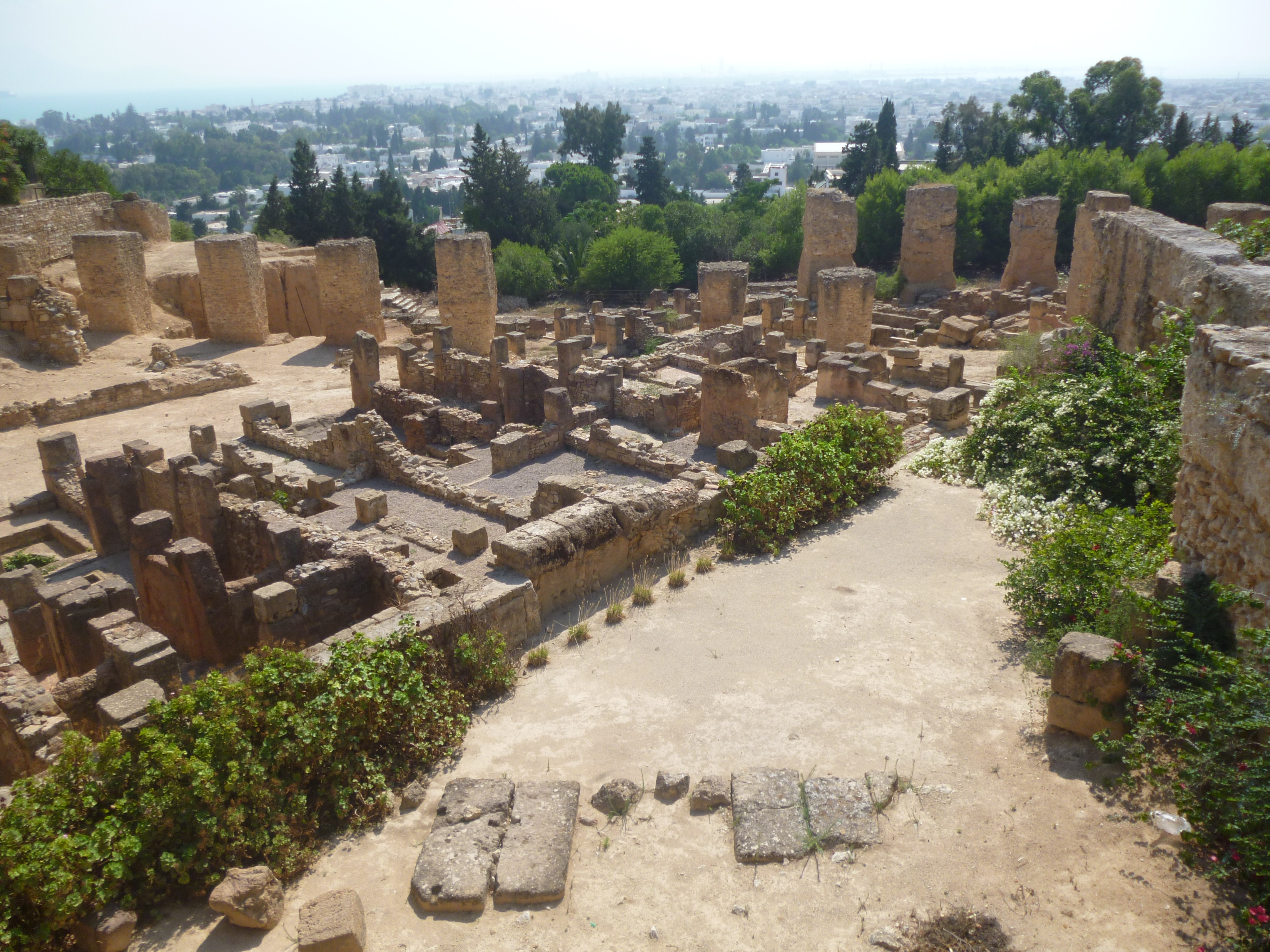
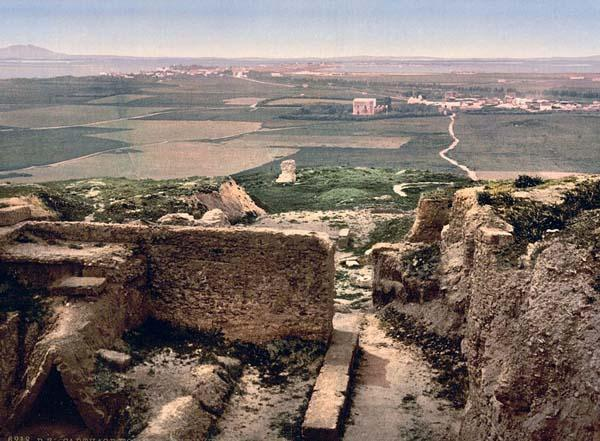
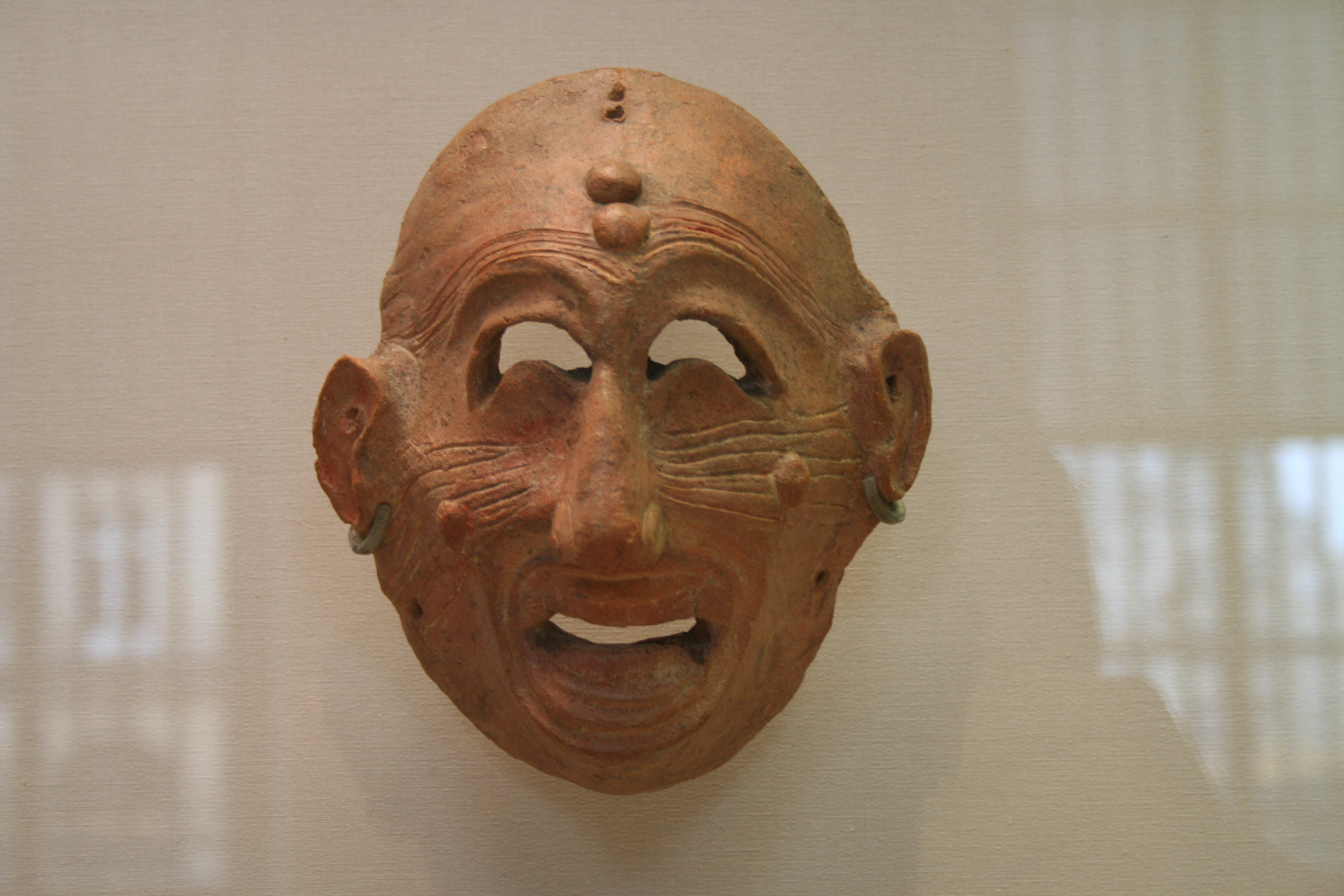
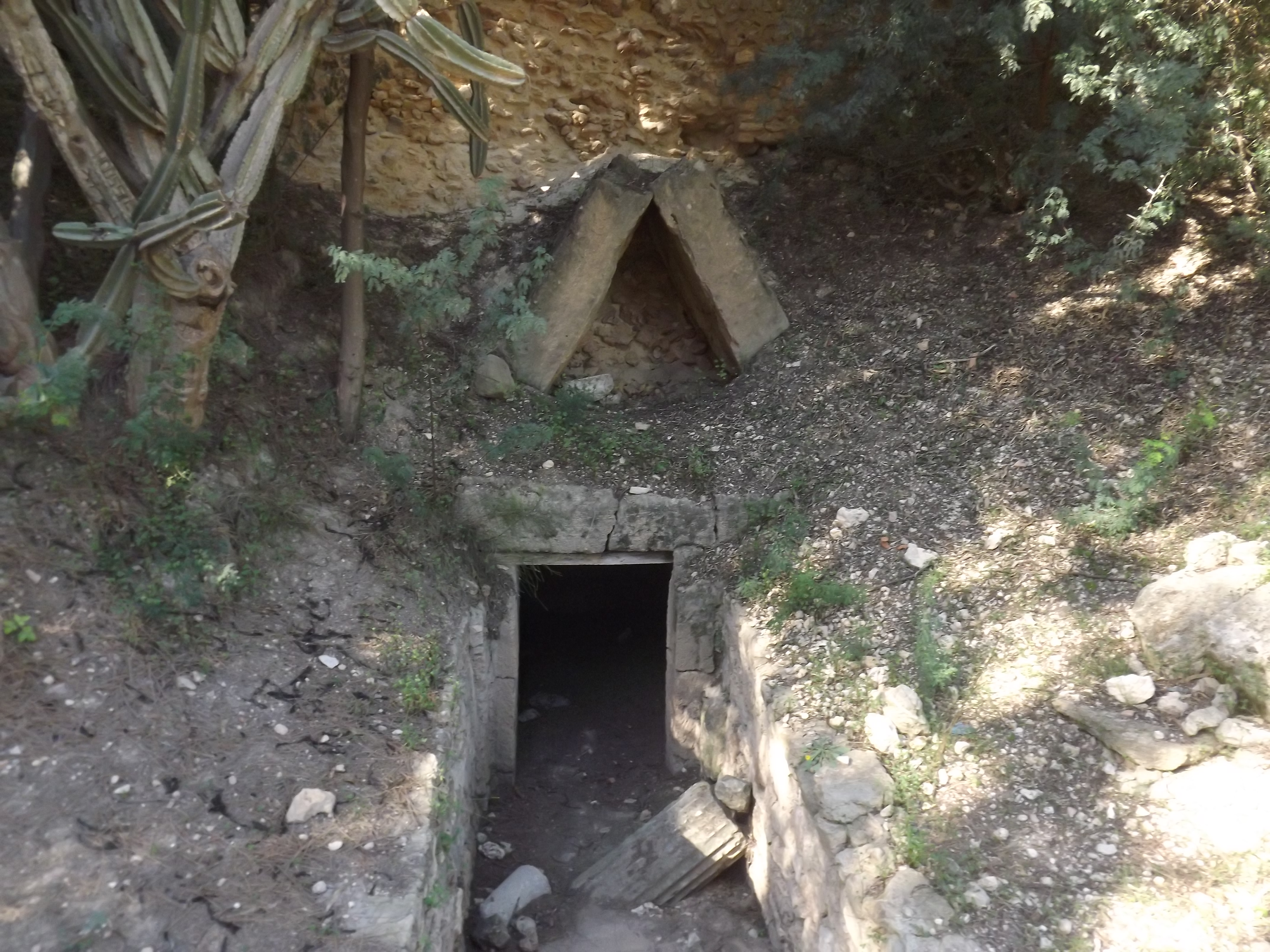
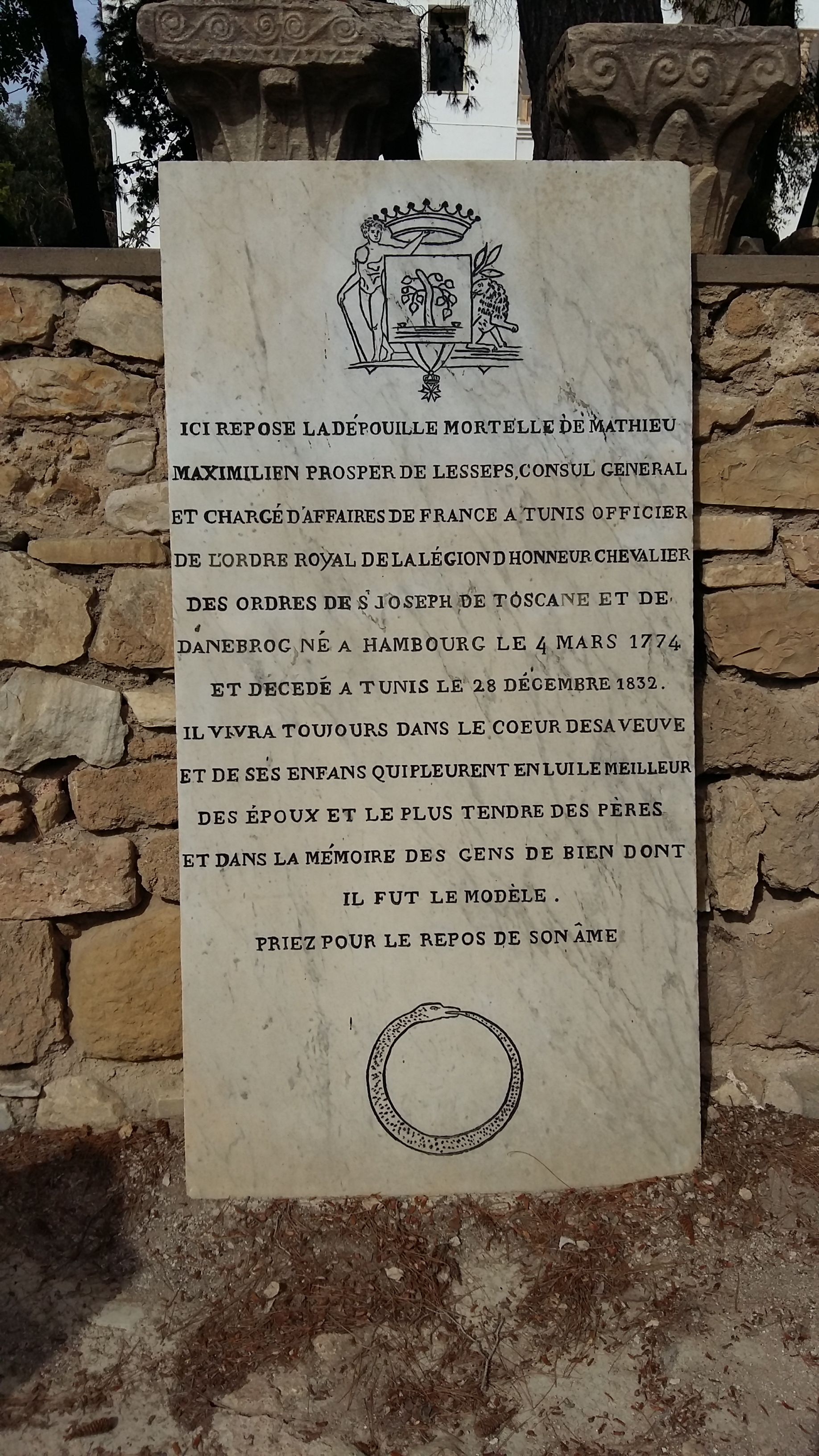